# Voie du Courage
 (signalé en juin 2025).
Si vous disposez d'ouvrages ou d'articles de référence ou si vous connaissez des sites web de qualité traitant du thème abordé ici, merci de compléter l'article en donnant les références utiles à sa vérifiabilité et en les liant à la section « Notes et références ».
- Archive Wikiwix
- Bing
- Cairn
- DuckDuckGo
- E. Universalis
- Gallica
- Google
- G. Books
- G. News
- G. Scholar
- Persée
- Qwant
- (zh) Baidu
- (ru) Yandex
- (wd) trouver des œuvres sur Wikidata

La Voie du Courage (en ukrainien : Алея сміливості) est une allée piétonne située dans le quartier de Petchersk, à Kiev, en Ukraine.
Elle traverse la Place de la Constitution, proche de bâtiments gouvernementaux comme la Rada et le palais Mariinsky, et borde le parc Mariinskyi.
Elle a été inaugurée le  pour le trente et unième anniversaire du Jour de l'Indépendance et honore les dirigeants étrangers qui ont choisi de soutenir l'Ukraine lors de son invasion par la Russie. Le premier dirigeant a y être honoré est Andrzej Duda, président de la Pologne, le jour de l'inauguration.

## Galerie d'images

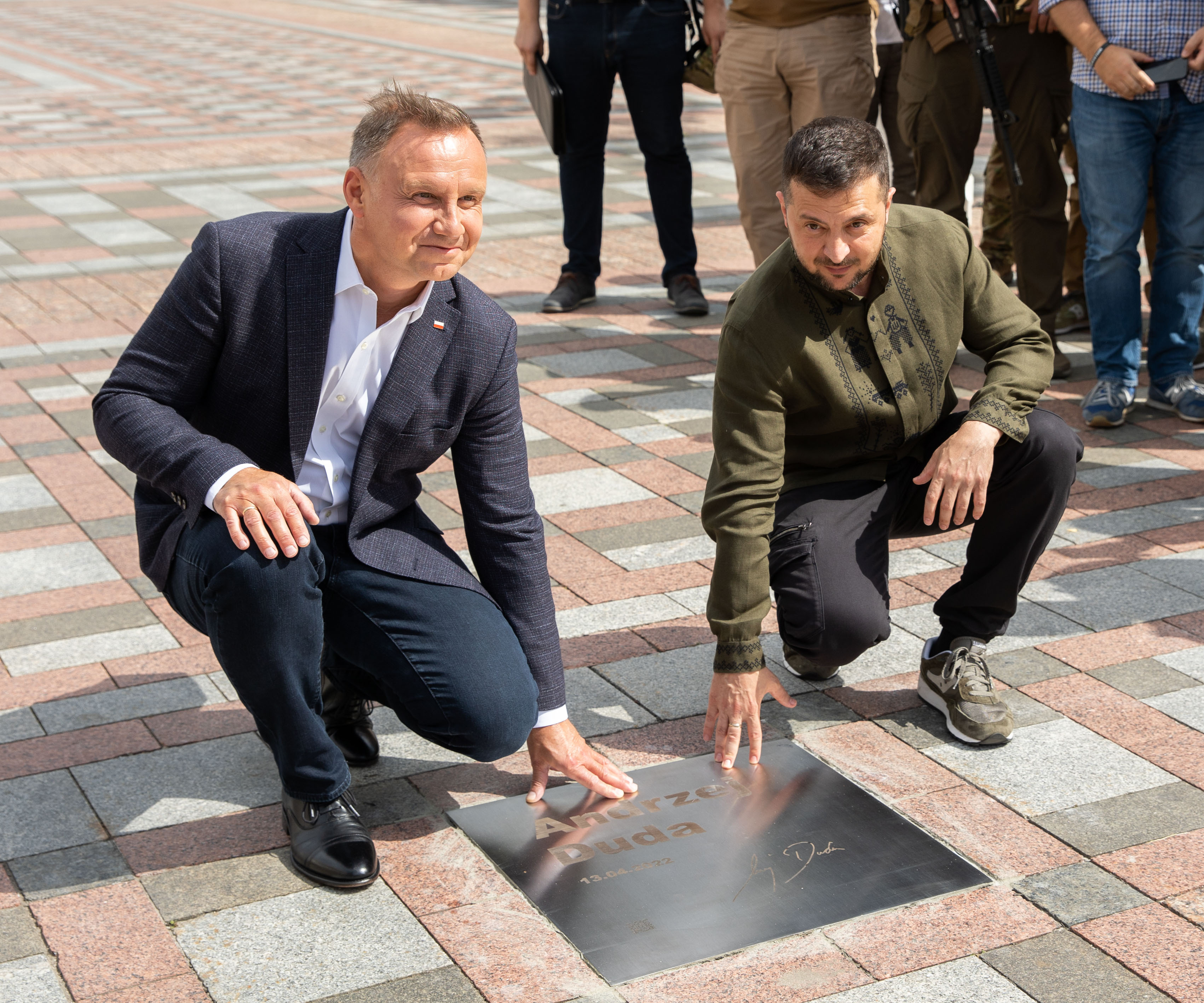
Andrej Duda le 23 août 2022.
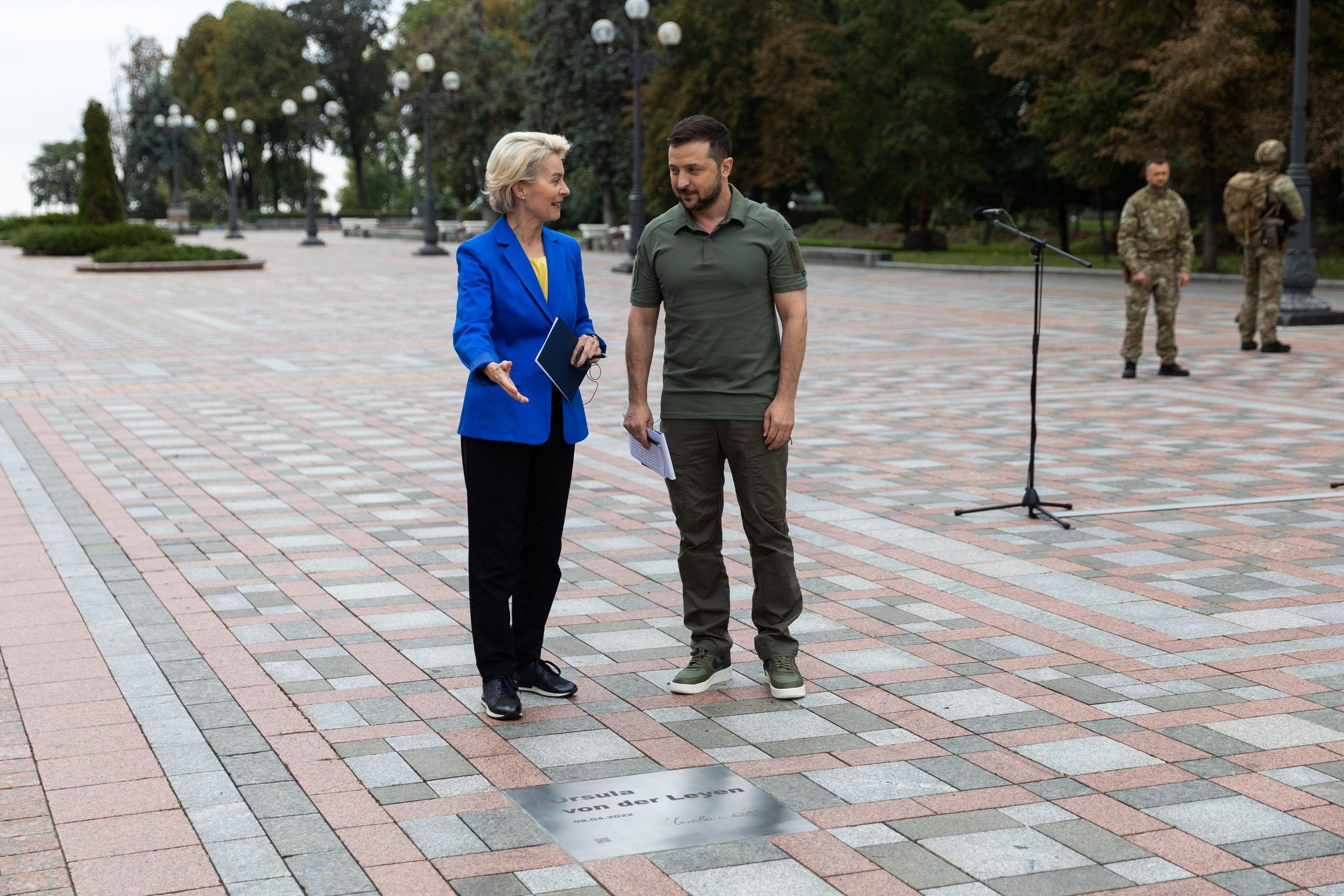
Ursula von der Leyen et Volodymyr Zelensky sur la Voie du Courage.